# Taraperla pseudocyrene
Taraperla pseudocyrene är en bäcksländeart som beskrevs av Mclellan 1998. Taraperla pseudocyrene ingår i släktet Taraperla och familjen Gripopterygidae. Inga underarter finns listade i Catalogue of Life.